# Phasia subcoleoptrata
Phasia subcoleoptrata är en tvåvingeart som först beskrevs av Carl von Linné 1767.  Phasia subcoleoptrata ingår i släktet Phasia och familjen parasitflugor. Arten är reproducerande i Sverige. Inga underarter finns listade i Catalogue of Life.